# Gabriel Díaz (calciatore 2000)
Gabriel Díaz Núñez (Capitán Sarmiento, 19 aprile 2000) è un calciatore argentino, difensore del Sarmiento (J).

## Caratteristiche tecniche
Nato attaccante, in seguito ha arretrato il proprio raggio d'azione stabilendosi come terzino sinistro.

## Carriera
Díaz è cresciuto nel settore giovanile del Sarmiento (J), ed ha firmato il suo primo contratto professionistico il 24 dicembre 2021. Ha debuttato in prima squadra il 4 maggio 2022 nell'incontro di Copa Argentina perso 2-0 contro il Flandria ed ha segnato il suo primo gol il 26 giugno 2023 nell'incontro di Primera División vinto 4-1 contro l'Atl. Tucumán.

## Statistiche

### Presenze e reti nei club
Statistiche aggiornate al 2 aprile 2024.
| Stagione        | Squadra         | Campionato      | Campionato | Campionato | Coppe nazionali | Coppe nazionali | Coppe nazionali | Coppe continentali | Coppe continentali | Coppe continentali | Altre coppe | Altre coppe | Altre coppe | Totale | Totale | Totale |
| Stagione        | Squadra         | Comp            | Pres       | Reti       | Comp            | Pres            | Reti            | Comp               | Pres               | Reti               | Comp        | Pres        | Reti        | Pres   | Reti   |        |
| --------------- | --------------- | --------------- | ---------- | ---------- | --------------- | --------------- | --------------- | ------------------ | ------------------ | ------------------ | ----------- | ----------- | ----------- | ------ | ------ | ------ |
| 2022            | Sarmiento (J)   | PD              | 0          | 0          | CA+CdL          | 1+0             | 0               |                    | -                  | -                  |             | -           | -           | 1      | 0      |        |
| 2023            | Sarmiento (J)   | PD              | 19         | 1          | CA+CdL          | 0+13            | 1               |                    | -                  | -                  |             | -           | -           | 32     | 2      |        |
| 2024            | Sarmiento (J)   | PD              | 0          | 0          | CA+CdL          | 1+12            | 0+1             |                    | -                  | -                  |             | -           | -           | 13     | 1      |        |
| Totale carriera | Totale carriera | Totale carriera | 19         | 1          |                 | 27              | 2               |                    | -                  | -                  |             | -           | -           | 46     | 3      |        |